# Udvarhelyi Éva Tessza
Udvarhelyi Éva Tessza (Budapest, 1980 ) magyar kulturális antropológus, környezetpszichológus, aktivista, pedagógus és politikus.

## Tanulmányok
Középiskolai tanulmányait a Toldy Ferenc Gimnáziumban végezte. 2005-ben az ELTE amerikanisztika szakán abszolutóriumot szerzett, mialatt 2001-2002-ben a hartfordi (USA) Trinity College-ban tanult a Kellner Alapítvány ösztöndíjasaként. 2006-ban diplomázott az ELTE kulturális antropológia szakán. Szakdolgozatának címe, melyet Török Ágnessel közösen írt: "Egy tiszta város piszkos lakói - A köztéri szegregáció és a tisztaság összefüggéseinek antropológiai vizsgálata Budapesten". 2009-ben MPhil fokozatot szerzett "Reclaiming the Streets – Redefining Democracy. The Politics of the Critical Mass Bicycle Movement in Budapest" című dolgozatával a City University of New York (CUNY) Graduate Centerben. Doktori fokozatát környezetpszichológiából szerezte szintén a CUNY-n 2013-ban. Angol nyelvű disszertációja magyarul is megjelent könyv formájában a Napvilág Kiadó gondozásában, melynek címe: Az igazság az utcán hever. Válaszok a magyarországi lakhatási válságra. 2020-ban közigazgatási alapvizsgát, 2022-ben közigazgatási szakvizsgát tett.

## Szakmai és közéleti tevékenység
1999 és 2015 között az Artemisszió Alapítványban dolgozott ifjúsági munkásként és interkulturális trénerként. 2005-től 2008-ig az Utca Embere önkéntes hálózat aktivistája volt. 2009-ben társaival együtt megalapította A Város Mindenkié lakhatási érdekvédelmi csoportot, amelynek fő önkéntes szervezője volt 2019-ig. 2014-ben Dósa Mariannal indította útjára a Közélet Iskolája Alapítványt, amely a közösségszervezés és aktivizmus magyarországi iskolája. Az Alapítvány operatív munkáját 2019-ig vezette, azóta a kuratórium elnöke. Számos civil szervezet alapításában részt vett (Utcajogász Egyesület, Utcáról Lakásba Egyesület). Tessza a részvételi akciókutatás egyik vezető módszertani szakértője Magyarországon, az A kutatás felszabadító ereje - a részvételi akciókutatás elmélet és gyakorlata című könyv társszerkesztője.
A 2019-es önkormányzati választáson a győztes józsefvárosi (Budapest VIII. kerület) polgármester, Pikó András kampányfőnöke volt. 2019 és 2024 között a Józsefvárosi Önkormányzatban a Közösségi Részvételi Irodát vezette, amely az első olyan önkormányzati szervezeti egység volt az országban, amely kifejezetten az állampolgári részvételt támogatja a döntéshozatalban. 2024-ben ismét a győztes polgármesteri kampányt vezette Józsefvárosban. 2024. október 10-én Pikó András javaslatára a képviselő-testület Józsefváros társadalompolitikáért és társadalmi kapcsolatokért felelős alpolgármesterének választotta.

## Publikációk és megjelenések
Számos könyvet írt, szerkesztett és lektorált, többek között: Vándorok kultúrák között - az interkulturális tanulásról külföldre készülő fiataloknak, Velünk beszélj, ne rólunk - hátrányokkal induló aktivisták beszélnek életükről és munkájukról, A felszabadítás pedagógiája - a kritikai pedagógia elmélet és gyakorlata és Gyönyörű küzdelem - Eszköztár az ellenálláshoz. Cikkei, interjúi és publikáció sok különböző online és nyomtatott médiafelületen jelentek meg. Szerepelt a Fedél Nélkül, a Magyar Narancs és a Józsefváros Újság címlapján.
2015-ben Misetics Bálinttal együtt a Levegőt! című rádióműsort vezette a Klubrádióban. A Nem szegényeknek való vidék című 2017-es dokumentumfilm egyik főszereplője. 2022-2023-ban az Ez egy hivatal című Partizán-podcast alapítója és társműsorvezetője volt G. Szabó Dániellel.
Számos emberi jogi és kormánykritikus tüntetésen mondott beszédet, valamint tucatnyi magyar és nemzetközi szakmai konferencián és kerekasztal-beszélgetésen adott elő, többek között 2024-ben a Skoll World Forum "Beyond the Vote: Innovating Our Everyday Democracies" című kerekasztal beszélgetésén Oxfordban.

## Elismerések
2016-ban as Ashoka nemzetközi hálózat 36. magyar tagjává választották a társadalmi mozgalmakért végzett munkájáért. 2021-2022-ben az Obama Alapítvány ösztöndíjasa volt a Columbia Egyetemen online formában. 2023-ban New Yorkban a TED-en mondott beszédet a magyar demokráciáról.